# Corapipo leucorrhoa
A Corapipo leucorrhoa a madarak osztályának verébalakúak (Passeriformes) rendjébe és a piprafélék (Pipridae) családjába tartozó faj.

## Rendszerezése
A fajt Philip Lutley Sclater angol ornitológus írta le 1863-ban, a Pipra nembe Pipra leucorrhoa néven. Egyes szervezetek a Masius nembe sorolják Masius leucorrhous néven.

## Előfordulása
Costa Rica, Honduras, Nicaragua, Panama, Kolumbia és Venezuela területén honos. A természetes élőhelye szubtrópusi és trópusi síkvidéki és hegyi esőerdők.

## Megjelenése
Testhossza 9,5-10 centiméter, testtömege 8,6-12 gramm.

## Életmódja
Gyümölcsökkel, rovarokkal és pókokkal táplálkozik.

## Külső hivatkozások
- Képek az interneten fajról
- Xeno-canto.org